# Sông Cầu Đầm
Sông Cầu Đầm là một con sông đổ ra Sông Bùi. Sông có chiều dài 27 km và diện tích lưu vực là 107 km². Sông Cầu Đầm chảy qua các tỉnh Hà Nội, Hoà Bình .